# J. Campbell Cantrill
James Campbell Cantrill, född 9 juli 1870 i Georgetown i Kentucky, död 2 september 1923 i Louisville i Kentucky, var en amerikansk politiker (demokrat). Han var ledamot av USA:s representanthus från 1909 fram till sin död.
Cantrill är begravd på Georgetown Cemetery i Georgetown i Kentucky.